# Відеотелефон

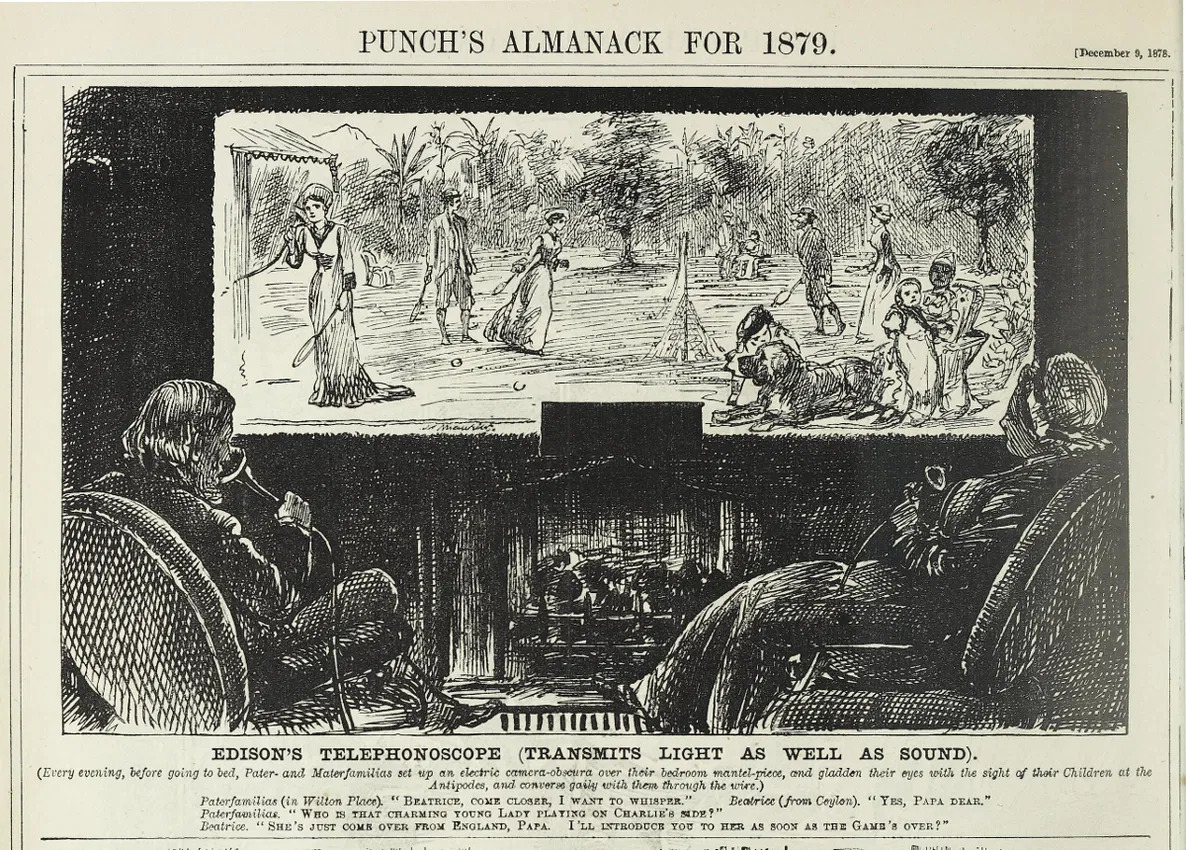
Образ з комбінацією телефону і телебачення, придуманий Джорджем Дюмор'є, що опублікував свою роботу в 1878 році.

Відеотелефо́н (відеотелефонний зв'язок) — це телефон з можливістю передачі відео, що забезпечує можливість віддаленим співрозмовникам чути і бачити один одного в реальному часі.

## Історія відеотелефона

### Перша згадка
Через два роки після того як в Америці був запатентований телефон, в одному з періодичних журналів в 1878 році з'явилася концепція відеотелефона з широким екраном, який передавав світло і звук. Пристрій назвали Телефоноскоп, 1878. Картинка була намальована Джорджем Дюмор'є і перевидана в декількох виданнях. Винахід автором було приписано Томасу Едісону.

### Перший відеотелефон
Перший у світі публічний відеотелефон з екраном 8 дюймів був розроблений в Німеччині Георгом Шубертом і представлений під час олімпіади 1936 року, але був закритий в 1940 році.

### AT&T Picturephone
У США компанія AT&T інтенсивно розробляла відеотелефон, який в 1960 році був представлений громадськості на виставці під назвою «Picturephone». Перше публічне використання відеотелефонів почалося в 1964 році, коли AT&T встановили перші відеотелефони «Picturephone Mod I» в Нью-Йорку, Вашингтоні та Чикаго. Протягом першого року на послугу було підписано кілька людей, за деякими даними, за всю історію AT & T набрала не більше 500 передплатників. Розробка відеотелефона Bell Labs коштувало $ 500 мільйонів. В кінці сімдесятих років AT&T припинило надавати послугу.

### Відеотелефон 1969-1999
У Франції з 1972 року проводив дослідження застосування відеотелефона вироблялися в Centre national d'études des télécommunications (CNET), перші комерційні продукти з'явилися в 1984. Затримка була викликана тим, що не було можливості виділити 2 Mbps для передачі відео та голосу. Проблема була вирішена, створенням алгоритму кодування і компресії, відомого як відеокодек.
У Японії компаніями Atari та Mitsubishi в 1985 році був виведений на ринок Lumaphone. Розробка велася Atari Video Game Company з 1983 року. Це пристрій міг транслювати кадри раз в 3-5 секунд по аналогових телефонних лініях.
У 1992 році AT & T повторила спробу виходу на ринок з пристроєм «VideoPhone 2500», з дуже маленьким комерційним успіхом.
У 1993 році в США з'явився перший квазі-бездротового відеотелефон «Intellect», який винайшов Daniel A. Henderson. Це пристрій передавало фотографії та відео-кліпи для подальшого перегляду.

### Низька популярність
Перші відеотелефони використовували лише кілька користувачів, так як послуга була відносно дорогою в 1974 році - $90 в місяць. Але попри те, що сучасні технології знизили вартість відеокомунікацій, відеотелефонія залишається не затребуваною широким колом користувачів. Це контрастує з багатьма ранніми оптимістичними точками зору, що відеотелефони будуть використовуватися повсюдно:
- Перша причина: дзвінок з відеотелефона - погана заміна нормальному спілкуванню. Користувачі відеотелефона також зазвичай дивляться на екран, а не в відеокамеру, що заважає нормальному зоровому контакту очі в очі.
- Друга можлива причина - деякі люди насправді хочуть менше публічності у своїх комунікаціях, про що свідчить популярність текстового спілкування (чат, миттєві повідомлення, які найчастіше використовуються під час спілкування, попри те, що комп'ютери сьогодні обладнані відеокамерами і програмами для відео комунікацій).
- Крім того, деякі не хочуть бачити удома відеотелефон, так як розглядають це як вторгнення в особисте життя.

З іншого боку відео комунікації можуть бути дуже цікаві певному колу споживачів, наприклад батькам і дітям, які живуть на різних континентах, для них є мотив використовувати відеотелефон для спілкування. Інша категорія людей, яким необхідний відеотелефон - глухі люди, які не можуть спілкуватися засобами звичайного телефону.

### 21-е століття
Найбільш широке застосування відеотелефонії з використанням мобільних телефонів було зафіксовано на азійських ринках, після впровадження в більшості мереж технології UMTS. Тепер звичайний користувач мобільного телефону може використовувати фронтальну відеокамеру для відеозв'язку. У Європі послуги відеотелефонії для мобільних користувачів не показали такого зростання. Російський ринок, на який тільки недавно почали приходити великі швидкості передачі даних по мобільних мереж швидше повторить досвід Європи.
Відеотелефони активно використовуються в телемедицині. У Росії активне застосування цієї технології обмежено на законодавчому рівні, через неможливість надання медичної допомоги та лікування на відстані. Відеотелефони також застосовуються в компаніях і державних структурах для персонального спілкування. Технологія для використання в переговорних кімнатах для групового спілкування називається відеоконференцією. Найвищий рівень комунікацій, що дозволяє передати всі нюанси міміки - телеприсутність. Найдосконаліші відеосистеми сьогодення інтегруються з технологіями роботехніки. Комбіновані пристрої вміють переміщуватися у просторі, автоматично прокладати собі маршрут і в той же час транслювати HD-зображення в режимі відеоконференції.
Сьогодні принципи закладені в відеотелефон, використовуються багатьма користувачами по всьому світі для відеозв'язку з використанням недорогої вебкамери, гарнітури і персональних комп'ютерів. Таким чином видеотелефонія як послуга, знайшла свою нішу в галузі програмних продуктів, придуманих спочатку для інших цілей. Це показує, що деякі користувачі хочуть використовувати відеотелефони, але хочуть отримувати цю функцію за меншу ціну.

## Програмні відеотелефони
Сучасні програмні відеотелефони вбудовані в багато програм для миттєвого обміну повідомленнями (ICQ, Skype, Google Talk та ін.) Для роботи з програмним відеотелефонів необхідні:
- Персональний комп'ютер, ноутбук або комунікатор
- Вебкамера
- Навушники з мікрофоном (головна гарнітура)
- Підключення до Інтернету

Дзвінок з програмного відеотелефону зазвичай здійснюється по імені (ніку) абонента, вибирається зі списку.
Відмінні особливості програмних відеотелефонів:
- Високе навантаження на процесор комп'ютера
- Посередня якість відео
- Безкоштовність (існують також платні програми)

## Відеотелефон
Відеотелефон являє собою пристрій з дисплеєм, клавішами набору номера (тастатурою) і телефонною трубкою (може бути відсутня).
Для відеотелефонії застосовується кілька стандартних протоколів і рекомендацій:
- SIP
- H.320 - по мережі ISDN
- H.323 - по мережі IP
- H.324 - по аналогових телефонних лініях
- 3G-324M - мобільні мережі
- SCCP - протокол Cisco Call Manager
- IAX

Відмінні риси відеотелефона:
- Стабільна робота (власна ОС)
- Повністю замінює звичайний IP-телефон
- Повністю замінює традиційний аналоговий телефон (за підтримки підключення до міської телефонної станції або офісної АТС)
- Не вимагає ПК

Аудіо та відео входи / виходи дозволяють підключити до відеотелефона зовнішній монітор і телефонну гарнітуру.
Відеотелефони, що мають вбудований Multipoint Control Unit (наприклад, AddPac VP350), дозволяють організовувати сеанси багатоточкового відеоконференцзв'язку.